# Spirito aspro
In greco antico lo spirito aspro (in greco antico: δασὺ πνεῦμα?, δασὺ πνεῦμα o δασεῖα, dasèia; in greco δασεία?, dhasía; in latino spīritus asper) è un segno diacritico posto su una vocale ad inizio di parola e indicante un'aspirazione, quindi una pronuncia aspra della vocale. Questo accorgimento grafico permette di distinguere parole altrimenti scritte nella stessa maniera.
Ha forma semilunare rivolta verso sinistra (C) o di un apice singolo aperto:
- ἁ- ἑ- ἡ- ἱ- ὁ- ὑ- ὡ- ῥ-;
- Ἁ- Ἑ- Ἡ- Ἱ- Ὁ- Ὑ- Ὡ- Ῥ-.

- Il relativo codice Unicode è U+1FFE ῾ .

Quando il termine va a comporre una parola, magari preceduto da una preposizione, l'aspirazione si mantiene, modificando le consonanti dell'altro termine.
Ad esempio, κατά componendo parole con altri termini che iniziano con una vocale con spirito aspro diventa καθ-.
Questo permette anche di determinare correttamente il secondo termine, perché le aspirazioni sono sempre mantenute.
L'origine del segno si trova nel simbolo H, eta maiuscola, che in origine trascriveva l'aspirazione (così ad esempio nell'alfabeto attico o dorico; quest'ultimo ha poi trasmesso anche al latino questo segno col medesimo valore tramite le colonie magnogreche): H > ˫ > ҅  > ῾.